# Bernhard Maximilian Lersch

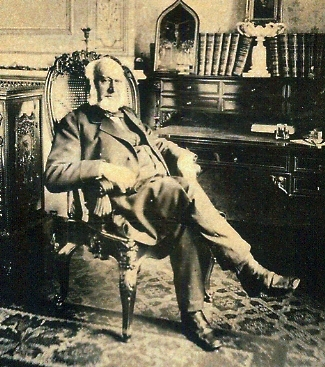
Lersch in seinem Arbeitszimmer

Bernhard Maximilian Lersch (* 12. Oktober 1817 in Aachen; † 23. Februar 1902 ebenda) war Arzt und Naturwissenschaftler. Er gehört zu den bedeutendsten Vertretern der deutschen Balneologie.

## Leben und Schaffen

### Kindheit und Ausbildung
Am 12. Oktober 1817 wurde Bernhard Maximilian Lersch als Sohn des Branntweinbrenners und Spirituosenhändlers Johann Anton Lersch und der Maria Gertrud Dupont sowie als jüngerer Bruder des klassischen Philologen Laurenz Lersch in Aachen geboren.
 Nach dem Besuch des Kaiser-Karls-Gymnasiums von 1826 bis 1835 studierte Bernhard Maximillian Lersch in Bonn sowie zeitweise auch in Berlin und Paris Medizin. Neben seiner medizinischen Fachausbildung belegte Lersch Kurse in Philosophie bei Christian August Brandis und Immanuel Hermann Fichte sowie in Chemie und Geowissenschaften bei Karl Gustav Bischof und Johann Jacob Nöggerath. Im März 1840 promovierte Lersch mit einer Arbeit über die mikroskopische Struktur der Netzhaut.

### Beruflicher Werdegang
Lersch ließ sich 1841 in Aachen als Wundarzt nieder und war darüber hinaus noch als Armenarzt in der St. Paulspfarre (1842–1851) und in der St. Foillanspfarre (1851–1863) tätig. Bernhard Maximilian Lersch verfasste in dieser Schaffensperiode unzählige medizinische, pharmazeutische und naturwissenschaftliche Abhandlungen.
Sein besonderes Interesse galt den Aachener und Burtscheider Thermalquellen. 1862 verfasste er das erste von über 20 wissenschaftlichen Werken über die Entstehung der Thermalquellen in Aachen und Burtscheid und ihren therapeutischen Nutzen.
1868 wurde Lersch zum Badeinspektor für Aachen und Burtscheid ernannt.
Er widmete sich intensiv den balneologischen Forschungen.
Im Auftrag des städtischen Kurkomitees verfasste er ab 1873 jedoch auch populärwissenschaftliche Reisebeschreibungen über die Kurorte Aachen und Burtscheid.
Bernhard Maximilian Lersch setzte sich insbesondere als staatlicher Badeinspektor für zahlreiche caritative Angelegenheiten ein. 1870/1871 gründete er zusammen mit anderen angesehenen Aachener Bürgern ein privates Lazarett zur Versorgung von Verwundeten des Deutsch-Französischen Krieges, das er auch mitleitete.
Für sein Engagement, auch für den Verein zur Unterstützung unbemittelter auswärtiger Brunnen- oder Badebedürftiger an den Mineralquellen zu Aachen und Burtscheid, erhielt Lersch zahlreiche Auszeichnungen und Orden des preußischen Staates.
Aufgrund seiner großen Erfahrung mit der Aachener und Burtscheider Bädergeschichte wurde Lersch 1877 mit der Dokumentation der archäologischen Ausgrabungen im Bereich der römischen Büchelthermen betraut.
In der Folgezeit beschäftigte er sich intensiv mit verschiedenen Aspekten der Aachener Geschichte und verfasste dazu zahlreiche monographische Abhandlungen.
In den letzten Lebensjahrzehnten befasste sich Bernhard Maximilian Lersch mit zahlreichen astronomischen Phänomenen sowie mit der Erforschung der Geschichte der seismologischen Ereignisse in der Region um Aachen.
Kurz vor seinem Tod stellte er die Ergebnisse seiner Forschungen 1901 auf dem Internationalen Seismologischen Kongress in Straßburg vor, die er jedoch nicht mehr vollenden konnte.
Lersch nahm aufgrund seiner geachteten gesellschaftlichen Stellung aktiv am öffentlichen Leben in Aachen teil und bekleidete über viele Jahre zahlreiche Ehrenämter u. a. im Schulausschuss, in der Gemeindevertretung der Pfarre St. Peter sowie in den städtischen Ausschüssen für das Kur- und Badewesen und Bibliotheks- und Archivangelegenheiten.
Darüber hinaus war Lersch einer der aktivsten Mitglieder bei dem Verein für Kunde der Aachener Vorzeit und dem Aachener Geschichtsverein.

## Ehrungen
- Auswärtiges Mitglied der Physiko-Medizinische Gesellschaft am Niederrhein
- Mitglied der Medizinischen Gesellschaft Schwedens
- Mitglied der von Charles Louis Maxime Durand-Fardel gegründeten Societé d'Hydrologie Médicale
- Preussische Kriegsdenkmünze 1870/1871 für Nichtkombattanten
- Preußischer Kronenorden zum 50-jährigen Doktorjubiläum
- Roter Adlerorden zum 60-jährigen Doktorjubiläum
- öffentliches Anerkennungsschreiben des Internationalen Seismologischen Kongresses in Straßburg

## Schriften (Auswahl)
- De retinae structura microscopia (Dissertation, 1840)
- Beiträge zur Arzneiverordnungslehre und chemischen Nomenklatur (1851)
- Einleitung in die Mineralquellenlehre, ein Handbuch für Chemiker und Aerzte.: Ein Handbuch für Chemiker und Aerzte (1852, 1855)
- Catalog der Bibliothek des ärztlichen Vereins und der von Sartorius'schen Bibliothek zu Aachen. Aachen (1858, 1876)
- Monographische Skizze der Burtscheider Thermen (1862)
- mit Nils Peter Hamberg: Die Burtscheider Thermen bei Aachen (1862)
- Geschichte der Balneologie, Hydroposie und Pegologie, oder Der Gebrauch des Wassers zu religiösen, diätetischen und medicinischen Zwecken. Ein Beitrag zur Geschichte des Cultus und der Medicin. Würzburg 1863
- Über den Zweckmäßigkeit einer Bohrung im Bereich der Kaiserquelle (1864)
- Hydrochemie oder Handbuch der Chemie der natürlichen Wässer nach den neuesten Resultaten der Wissenschaft (1864, 1870)
- Vorschlag betreffend die Errichtung einer großen Badeanstalt zu Burtscheid für Preussens invalide Krieger, gemacht vom ärztlichen Verein zu Aachen
- Die physiologischen und therapeutischen Fundamente der praktischen Balneologie und Hydroposie auf Grundlage des Versuches und der Beobachtung am Gesunden und Kranken, menschlichen und thierischen Organismus (1868)
- Die kohlensauren Eisenwässer von Spa: eine monographische Skizze (1868)
- Die Kur mit Obst (Trauben, Erdbeeren, Kirschen, etc.), sowie mit Malzextrakt und Kräutersäften (1869)
- Die Saisonkuren mit Milch und deren Präparaten, sowie mit Obst und Kräutersäften (1869)
- Ueber die Aufsaugung der Salze im Bade (1869)
- Belehrung für das Bade-Personal von Aachen und Burtscheid (1869)
- Hydrophysik; oder, Lehre vom physikalischen Verhalten der natürlichen Wässer, namentlich von der Bildung der Kalten und warmen Quellen (1870)
- Geschichte des Bades Aachen (1870)
- Polymorphe Balneologie, eine Abhandlung über Sandbäder, Schlamm- und Moorbäder, Kiefernadelbäder und manche andere weniger gebräuchliche Arten von Bädern.: Eine Abhandlung über Sandbäder, Schlamm- und Moorbäder, Kiefernadelbäder und manche andere weniger gebräuchliche Arten von Bädern (1871)
- Die eisenhaltigen Sauerwässer von Malmedy (1872)
- Aufsätze aus der Aachen-Burtscheider Curliste vom Jahre 1872 (1873)
- Die Herzogenrather Erdbeben im Jahre 1873 (1874)
- Der Vesuv-Ausbruch im Jahr 1879
- Aachen, Burtscheid und Umgebung neuester Führer für Kurgäste und Touristen (1881, 1885)
- Die harmonischen Verhältnisse in den Bahnelementen des Planetensystems (1880)
- Aachen, Burtscheid und Umgebung A guide to Aix-La-Chapelle, Burtscheid and the environs for visitors and tourists (1884)
- Ueber die symmetrischen Verhältnisse des Planetensystems (1885)
- Über die Ergiebigkeit der Aachener Thermalquellen (1887)
- Der erste Buchdrucker in Aachen (1889)
- Meteorstein oder Hagelstein? (1889)
- Aachener Tuch (1889)
- Karl der Grosse im Bade (1889)
- Aquisgrani? (1889)
- Grani und die Granier (1890)
- Porcetum Forseti's Kultusstätte (1890)
- Die römischen Bäder zu Bath in England (1890)
- Schiffer in Aachen (1890)
- Das Badekalb (1890)
- Die Grabschrift des Gerhard Chorus (1890)
- Kockerellstrasse, Komphausbadstrasse, Druffnas (1890)
- Aix-la-Chapelle nouveau guide du baigneur et du touriste (1891)
- Die „Heiligen“ des Jahres 1376 zu Aachen (1892)
- Lousberge und Lousbüchel (1892)
- Christliche Auslegung einer bösen Karlssage (1892)
- Geschichte der Volksseuchen – nach und mit den Berichten der Zeitgenossen. Mit Berücksichtigung der Thierseuchen (1896)
- Einleitung in die Chronologie (1899)